# Phytometra faecata
Phytometra faecata là một loài bướm đêm trong họ Erebidae.